# Odostomia nunivakensis
Odostomia nunivakensis är en snäckart som beskrevs av Dall och Bartsch 1909. Odostomia nunivakensis ingår i släktet Odostomia och familjen Pyramidellidae. Inga underarter finns listade i Catalogue of Life.